# Harperocallis
Genre
Harperocallis est un genre de plantes monocotylédones de la famille des Tofieldiaceae.

## Liste des espèces
Selon GBIF (22 septembre 2024) :
- Harperocallis duidae (Steyerm.) L.M.Campb. & Dorr
- Harperocallis falcata (Ruiz & Pav.) L.M.Campb. & Dorr
- Harperocallis flava McDaniel
- Harperocallis longiflora (Rusby) L.M.Campb. & Dorr
- Harperocallis neblinae (Steyerm. ex L.M.Campb.) L.M.Campb. & Dorr
- Harperocallis paniculata (L.M.Campb.) L.M.Campb. & Dorr
- Harperocallis penduliflora (L.M.Campb.) L.M.Campb. & Dorr
- Harperocallis robustior (Steyerm.) L.M.Campb. & Dorr
- Harperocallis schomburgkiana (Oliv.) L.M.Campb. & Dorr
- Harperocallis sessiliflora (Hook.) L.M.Campb. & Dorr
- Harperocallis sipapoensis (L.M.Campb.) L.M.Campb. & Dorr

## Systématique
Le nom correct complet (avec auteur) de ce taxon est Harperocallis McDaniel (d).